# Piragüismo en los Juegos Olímpicos de Los Ángeles 2028
El piragüismo en los Juegos Olímpicos de Los Ángeles 2028 se realizará en el Estadio Marítimo de Long Beach (piragüismo en aguas tranquilas) y en el Riversport OKC de Oklahoma City (eslalon), en julio de 2028.